# Colors - Colori di guerra
Colors - Colori di guerra (Colors) è un film del 1988 diretto da Dennis Hopper con Robert Duvall e Sean Penn. La pellicola segnò il ritorno di Hopper come regista dopo 8 anni.

## Trama
Los Angeles, due agenti della Community Resources Against Street Hoodlums, la sezione di polizia dedicata al controllo delle bande giovanili della città, che si suddividono essenzialmente in Crips, che indossano "colori" blu, ed i Bloods, rossi, vengono assegnati in coppia ma essi sono molto differenti sia nell'età che nel modo di concepire la loro attività: Bob Hodges è un poliziotto con 19 anni di servizio sulle spalle, maturo, con famiglia, responsabile ed incline a cercare il dialogo con i ragazzi, mentre il secondo, Danny McGavin, è giovane, intransigente, non estraneo a metodologie di lavoro "dure" e desideroso di arrestare chiunque commetta un reato anche di piccola entità.
Nonostante Hodges cerchi di consigliare il collega a modificare certi aspetti del suo agire, al fine di permettergli di conquistarsi la fiducia dei ragazzi, le incomprensioni ed i diversi modi di operare portano i due dapprima ad allontanarsi e successivamente a scontrarsi, fino al punto in cui Hodges chiede al suo superiore di essere assegnato in coppia con un altro agente.
Prima che ciò possa accadere tuttavia i due partecipano all'arresto dei componenti di una banda che conoscono bene, tanto che Hodges aveva cercato precedentemente di intercedere per alcuni di loro, mettendoli in contatto con un assistente sociale, e che ne ha appena trucidato una rivale ma, nella sparatoria che ne segue, Hodges resta ucciso e, una volta che McGavin rientra in servizio, cercherà, avendoli compresi, di mettere a frutto, con il suo nuovo giovane collega, gli insegnamenti dell'anziano "maestro".

## Produzione
Il film è stato girato interamente a Los Angeles. La sceneggiatura originale di Richard DiLello si svolgeva a Chicago ed era più incentrata sullo spaccio di droga, ma il regista Dennis Hopper ordinò dei cambiamenti e assunse Michael Schiffer, spostando l'ambientazione a Los Angeles e incentrando maggiormente la storia sul mondo della strada.

## Colonna sonora
1. Ice-T – Colors – 4:25
2. Decadent Dub Team – Six Gun – 4:57
3. Salt-n-Pepa – Let The Rhythm Run – 3:22
4. Big Daddy Kane – Raw – 4:06
5. Eric B. & Rakim – Paid In Full (Seven Minutes Of Madness Mix) – 7:07
6. Kool G. Rap and DJ Polo – Butcher Shop – 3:44
7. 7A3 – Mad Mad World – 4:48
8. Roxanne Shante – Go On Girl – 3:03
9. MC Shan – A Mind Is A Terrible Thing To Waste – 4:28
10. Rick James – Everywhere I Go (Colors) – 4:34